# Megaselia pallidifemur
Megaselia pallidifemur är en tvåvingeart som beskrevs av Borgmeier 1962. Megaselia pallidifemur ingår i släktet Megaselia och familjen puckelflugor. Inga underarter finns listade i Catalogue of Life.